# 호텔스닷컴
호텔스닷컴(Hotels.com)은 호텔 등의 숙박 시설 온라인 예약 서비스이다. 1991년에 설립되었다. 본래는 호텔 레저베이션스 네트워크(Hotel Reservations Network)라는 명칭이었지만, 2002년 4월 현재의 이름으로 개칭하였다. 본사는 미국 텍사스 댈러스에 위치해 있다.

## 개요
전 세계에 있는 325,000여개의 시설에 예약이 가능하다. 예약 방법은 컴퓨터나 스마트폰으로 가능하다. 호텔스닷컴은 익스피디아의 자회사다.